# Bavia fedor
Espèce
Bavia fedor est une espèce d'araignées aranéomorphes de la famille des Salticidae.

## Distribution
Cette espèce est endémique de l'État de Yap aux États fédérés de Micronésie,. Elle se rencontre dans les îles Yap et à Fais.

## Description
Les mâles mesurent de 6,0 à 7,5 mm et les femelles de 9,5 à 10,6 mm.

## Étymologie
Son nom d'espèce lui a été donné en référence au lieu de sa découverte, Fedor.

## Publication originale
- Berry, Beatty & Prószyński, 1997 : Salticidae of the Pacific Islands. II. Distribution of nine genera, with descriptions of eleven new species. Journal of Arachnology, vol. 25, no 2, p. 109-136 (texte intégral).